# Acraeologa xanthobasalis
Acraeologa xanthobasalis is een vlinder van de familie van de tastermotten (Gelechiidae). De wetenschappelijke naam van deze soort is voor het eerst voorgesteld door Antonie Johannes Theodorus Janse in een publicatie uit 1963.
De soort komt voor in Zuid-Afrika.